# Alcaloides da vinca

Estrutura química do alcaloide da vinca vincristina

Alcalóides da vinca são um conjunto de agentes alcaloides antimitóticos e antimicrotúblulos originalmente derivados da planta pervinca Catharanthus roseus (basiónimo Vinca rosea) e outras plantas do tipo vinca. Estes agentes bloqueiam a polimerização da beta-tubulina em células que se encontram em divisão.

## Aplicações
Os alcaloides da vinca são usados como quimioterapia para o cancro. Estes agentes são medicamentos citotóxicos específicos de ciclo que funcionam pela inibição da capacidade das células cancerígenas de se dividir: atuando sobre a tubulina, impedem a formação de microtúbulos, um componente necessário para a divisão celular. Os alcaloides da vinca evitam assim a polimerização de microtúbulos, em oposição ao mecanismo de ação de taxanes.
Os alcaloides da vinca são produzidos sinteticamente e utilizados como medicamentos no tratamento do cancro, mas também como imunossupressores. Estes compostos incluem a vimblastina, vincristina, vindesina, e vinorelbina. Alcalóides da vinca em investigação incluem o vincaminol, vineridina, e a vinburnina.
Vinpocetina é um semi-sintético derivado da vincamina (às vezes descrito como "um agente sintético éster etílico de apovincamina").
Alcaloides da vinca menores incluem minovincine, methoxyminovincine, minovincinine, vincadifformine, desoxyvincaminol, e vincamajine.